# BAND OF BROTHERS
BAND OF BROTHERS는 2008년 10월 25일부터 2009년 1월 23일까지 엠넷에서 방영된 음악 프로그램이다. 김희철, 강인, 제이, 김정모가 출연한다.